# Ижелькасы
Ижелькасы́ (чув. Ишелькасси) — деревня в Моргаушском районе Чувашской Республики. Входит в состав Хорнойского сельского поселения.

## География
Находится в северо-западной части Чувашии, на расстоянии приблизительно 7 км на запад по прямой от районного центра села Моргауши на правобережье речки Штранга.

## История
Известна с 1795 года как выселок села Рождественское, Тараево тож (ныне Тораево) с 5 дворами. В 1858 году здесь было учтено 77 жителей, в 1906 — 26 дворов и 118 жителей, в 1926 — 30 дворов и 154 жителя, в 1939—183 жителя, в 1979—132. В 2002 году было 35 дворов, в 2010 — 31 домохозяйство. В 1930 году был образован колхоз «Молотов», в 2010 действовало ОАО «Путь Ильича».

## Население
Постоянное население составляло 93 человека (чуваши 99 %) в 2002 году, 86 в 2010.